# Museum Wald und Umwelt

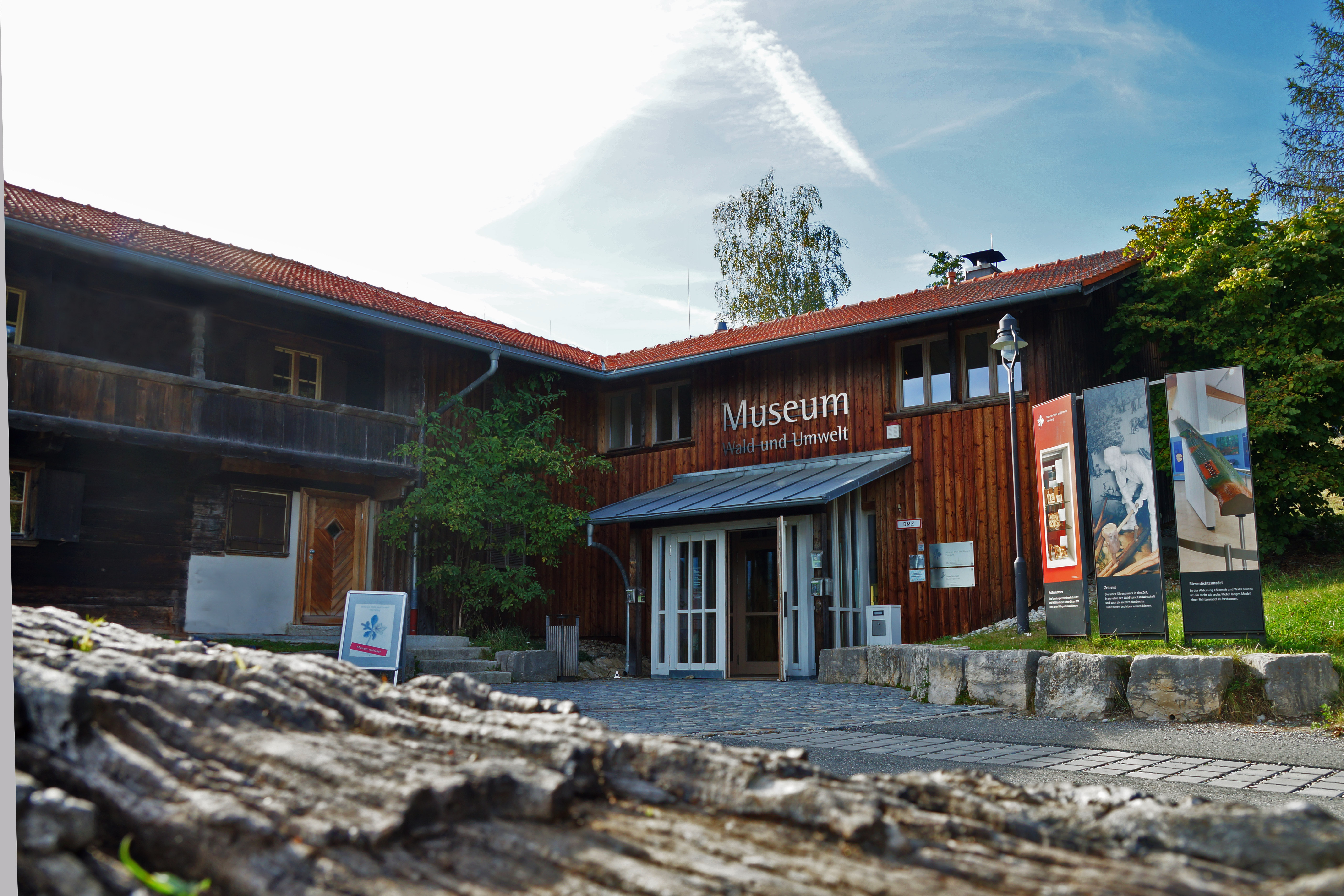
Die Museumsgebäude im Jahr 2019

Das Museum Wald und Umwelt, auf der sogenannten Ludwigshöhe am Rand des Ebersberger Forsts gelegen, ist eine naturkundliche Bildungsstätte der Stadt Ebersberg.

## Geschichte und Dauerausstellung
Die Dauerausstellung befasst sich auf rund 300 m² Fläche mit historischen und ökologischen Aspekten der Waldnutzung. Teil des Museumsgebäudes ist der Wohnteil des „Jägerhäusls“, eines ursprünglich in der Nachbargemeinde Kirchseeon befindlichen Einfirsthofes aus dem Jahr 1740, der hierher transloziert wurde. Im Besitz des Museums befindet sich eine Holzbibliothek des hier geborenen Benediktinermönchs Candid Huber. Einen pädagogischen Auftrag erfüllt die ans Museum angeschlossene Umweltstation. Im Außengelände wurden Themenpfade angelegt, die über die biologische Vielfalt unterrichten. Unterstützt wird die Museumsarbeit von einem 2006 gegründeten Förderkreis.
300 Meter entfernt steht der 35 Meter hohe Ebersberger Aussichtsturm.
Am Abend des 18. Dezember 2019 brach ein Feuer aus und beschädigte einen Teil des Museumsgebäudes schwer. Sowohl im denkmalgeschützten Altbau wie im Neubau wurde der Dachstuhl komplett zerstört. Die Exponate konnten aber noch rechtzeitig in Sicherheit gebracht werden.